# William Shatner
William Shatner (Montreal, 22 maart 1931) is een Canadees acteur en presentator.

## Carrière
Shatner komt uit een Joods gezin. Hij is vooral bekend van zijn rol als Captain Kirk in zowel de televisieserie Star Trek als de Star Trekfilms. Tevens is hij bekend van het televisieprogramma Rescue 911, dat hij presenteerde. Ook had hij een hoofdrol in Boston Legal.
Hij heeft naast zijn televisiewerk ook in een aantal films en theaterstukken gespeeld en heeft als regisseur en producent opgetreden.
In 2010 had Shatner een rol in de sluitingsceremonie van de Olympische Winterspelen in Vancouver en speelde hij een hoofdrol in de kortstondige sitcom $#*! My Dad Says.
Shatner woonde jarenlang in een camper en dwaalde door Los Angeles, maar inmiddels heeft hij een vermogen van ongeveer € 450 miljoen dankzij de reiswebsite Priceline.com. De start-up kon hem niet betalen voor zijn reclamewerk eind jaren negentig. Daarom kreeg hij aandelen in zijn handen gedrukt. In 2015 kreeg hij zijn eigen realityserie op televisie, in The Shatner Project wordt hij op de voet gevolgd terwijl hij op hoge leeftijd samen met zijn vrouw eigenhandig zijn huis renoveert. Ook presenteert hij op HistoryChannel het programma The UnXplained.

## Prijzen
In 2004 won Shatner zijn eerste Emmy Award voor zijn rol als “Denny Crane” die hij eerst speelde in The Practice. In 2005 won hij zijn eerste Golden Globe en zijn tweede Emmy voor dezelfde rol in de spin-off Boston Legal.

## Trivia
- Shatner is een groot liefhebber van de paardensport en organiseert ieder jaar een grote paardenshow in Hollywood om geld in te zamelen voor goede doelen.
- Op 13 oktober 2021 maakte hij een korte ruimtereis als ruimtetoerist met Blue Origin, waarmee hij het record brak van oudste mens (90) in de ruimte.[3]